# 塞图比尼亚
塞图比尼亚是巴西米纳斯吉拉斯州的一个市镇。总面积535.738平方公里，总人口10834人，人口密度20.2人/平方公里。